# Université populaire de Marseille
L’Université populaire de Marseille a été fondée en 2013, suivant le modèle de l'Université populaire de Caen. 

## Séminaires de lecture de textes philosophiques
- Castoriadis, L'institution imaginaire de la société (2014)
- Platon, Le sophiste (2014 ; printemps 2019).
- Nietzsche, Le gai savoir (2015).
- Aristote, La métaphysique (2015).
- Bakounine, Considérations philosophiques sur le fantôme divin, sur le monde réel et sur l'homme (printemps 2016)
- Parménide, Le Poème (automne 2016)
- Hegel, Phénoménologie de l'Esprit (printemps 2017)
- Héraclite, Fragments (automne 2017)
- Husserl, Idées directrices pour une phénoménologie et une philosophie phénoménologique (hiver 2017 - printemps 2018)
- Heidegger, Être et temps (automne 2018 - printemps 2019)
- Platon, La république (printemps - hiver 2019)
- Sartre, L'être et le néant (automne 2019 - printemps 2020 et  septembre 2021 - février 2022)
- Aristote, Catégories (hiver 2020-2021)
- Theodor Adorno et Max Horkheimer, Dialectique de la raison (février-juin 2021)
- Hegel, Phénoménologie de l'Esprit, tome 1, chapitre IV "La vérité de la certitude de soi-même" (mars-mai 2022)

## Ouvrages de la collection Université populaire
- Annick Stevens, Nietzsche, la passion des sommets, Marseille, L'atinoir, 2018, 210 p. (ISBN 978-2-918112-78-5)

- Annick Stevens, Aristote, un fondateur méconnu, Marseille, L'atinoir, 2019, 215 p. (ISBN 978-2-918112-86-0)

- Christine Excoffier, 1000 ans de révoltes paysannes : Une histoire d'émancipation et de défense des communs, Marseille, L'atinoir, 2020, 235 p. (ISBN 978-2-918112-97-6)

## Voir  aussi

### Référence
- « Les universités populaires aujourd'hui : l'exemple de Marseille », dans La Révolution prolétarienne, n°802, septembre 2018.